# Coves dels Moros
Les Coves dels Moros són un conjunt de coves i un jaciment arqueològic de Gavasa, un poble del municipi de Peralta i Calassanç, a la Llitera, província d'Osca. Està format per dues cavitats, una és l'entrada a la cambra principal on es van localitzar les troballes. A la segona cambra s'han trobat algunes de les restes humanes més antigues de la regió, que daten del Paleolític inferior (des del període Würm I-II), encara que hi ha indicis del seu ús en èpoques posteriors com el Neolític o l'Edat de bronze.
Les restes més antigues inclouen ossos d'homes del Neandertal, considerats restes d'un enterrament saquejat per animals carronyers. A més, es van trobar eines mosterianes de sílex i ossos de mamífers. Podria haver estat un refugi temporal durant batudes de caça, al no ser apte per a una habitació més permanent.